# Herbert Ricke
Herbert Ricke (27 septembre 1901 à  Hanovre - 22 mars 1976 à Dießen am Ammersee) est un égyptologue allemand dont les principaux travaux ont porté sur les grandes pyramides égyptiennes.
Ricke fait des études d'architecture de 1920 à 1925 à Hanovre. De 1926 à 1928 et après obtention de son diplôme, il travaille avec Ludwig Borchardt à l'Institut suisse de recherche architectural et archéologique égyptienne en Égypte. Il dirige l'institut durant la Seconde Guerre mondiale en Suisse. En 1952, il en est le directeur scientifique puis directeur de l'institut à partir de 1962.